# Szczeczyce
Szczeczyce (biał. Шчэчыцы, Szczeczycy; ros. Щечицы, Szczeczicy, hist. również Szczaczyce) – wieś na Białorusi, w rejonie mostowskim obwodu grodzieńskiego, nad Niemnem, około 4 km na wschód od Łunnej.

## Historia majątku Jabłonów
W XVII i XVIII wieku wsie Szczeczyce, Kuczyce i Ułazy należały do jednego majątku, który ponoć zakupił w 1624 roku Lew Sapieha. Majątek należał do Sapiehów herbu Lis do 1740 roku, gdy Karolina Teresa Pia Radziwiłł (1707–1765), wdowa po Kazimierzu Leonie Sapieże (1697–1738), wyszła za mąż za Józefa Aleksandra Jabłonowskiego herbu Prus III, wnosząc go mężowi w posagu. Od tego czasu majątek nazywał się Jabłonów (nazywany również Jabłonowo). Józef Aleksander przyczynił się do budowy kaplicy i misji bazyliańskiej w Jabłonowie. Kolejną właścicielką majątku była Anna Jabłonowska, córka Karoliny Teresy z pierwszego małżeństwa, od 1750 roku żona Jana Kajetana Jabłonowskiego. Po pewnym czasie dobra te przeszły w ręce rodziny Woronieckich (drugą żoną Jakuba Kajetana była Franciszka Wiktoria Woroniecka), która sprzedała je około 1795 roku Eysymonttom. W pierwszej połowie XIX wieku należały prawdopodobnie już do Lucjana Eysymontta, który scedował je na swego młodszego brata, Oktawiusza Eysymontta, który tu się urodził, ożenił się z Heleną Sołtan (1826–1900), siostrą Adama, z którą miał córkę Zofię (1848–1926). Drugim mężem Zofii był Henryk Łubieński (1844–1925). W momencie ich ślubu w 1870 roku Jabłonów wszedł w posagu do rodziny Łubieńskich. 
Po III rozbiorze Polski w 1795 roku tereny te, wcześniej należące do województwa trockiego Rzeczypospolitej, znalazły się na terenie guberni grodzieńskiej Imperium Rosyjskiego. Po ustabilizowaniu się granicy polsko-radzieckiej w 1921 roku Jabłonowo wróciło do Polski, znalazło się w gminie Hudziewicze (później Gudziewicze) w powiecie grodzieńskim województwa białostockiego. Od 1945 roku – w ZSRR, od 1991 roku – na terenie Republiki Białorusi. 

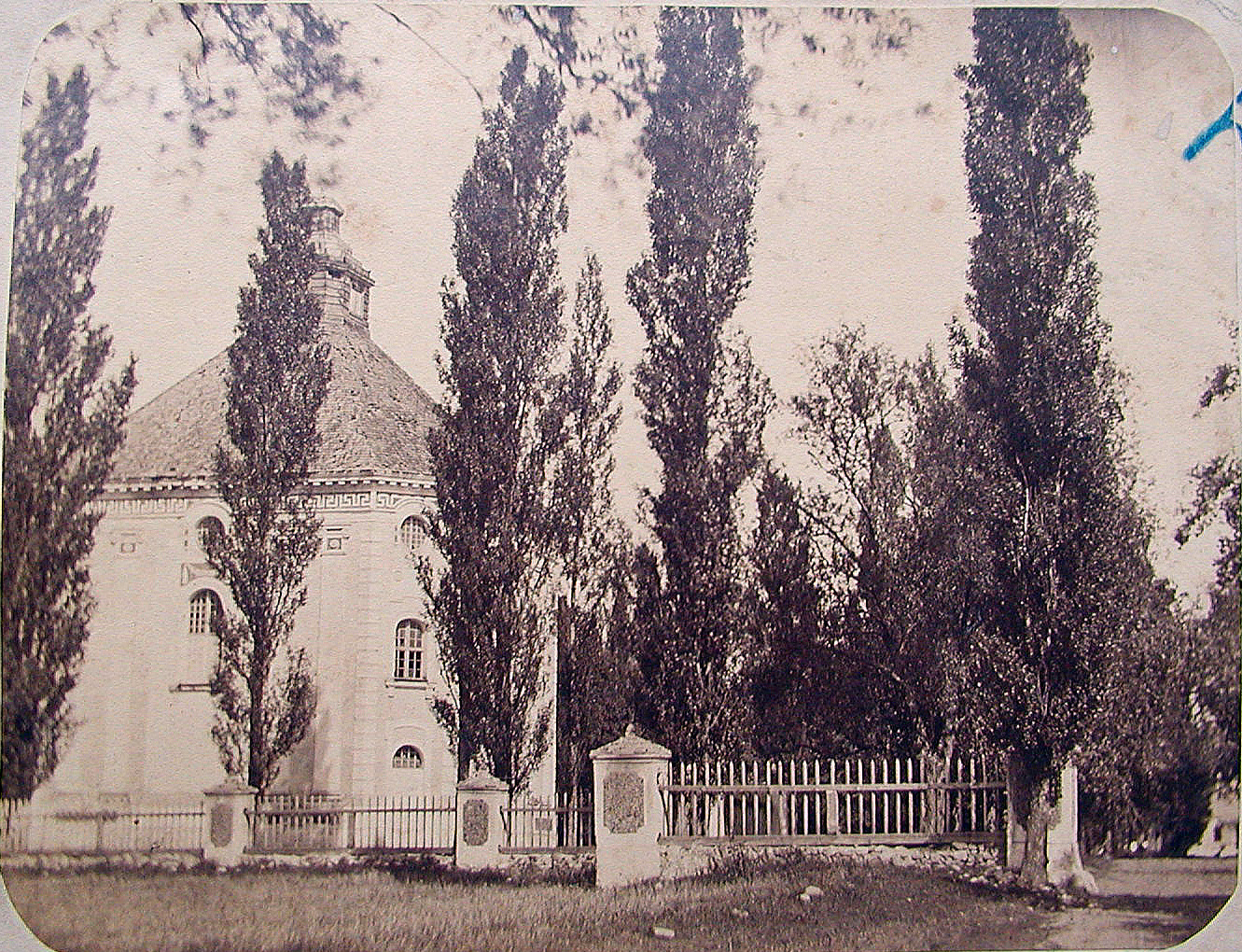
Kaplica grobowa Jabłonowskich z XVIII wieku w Jabłonowie (1884)

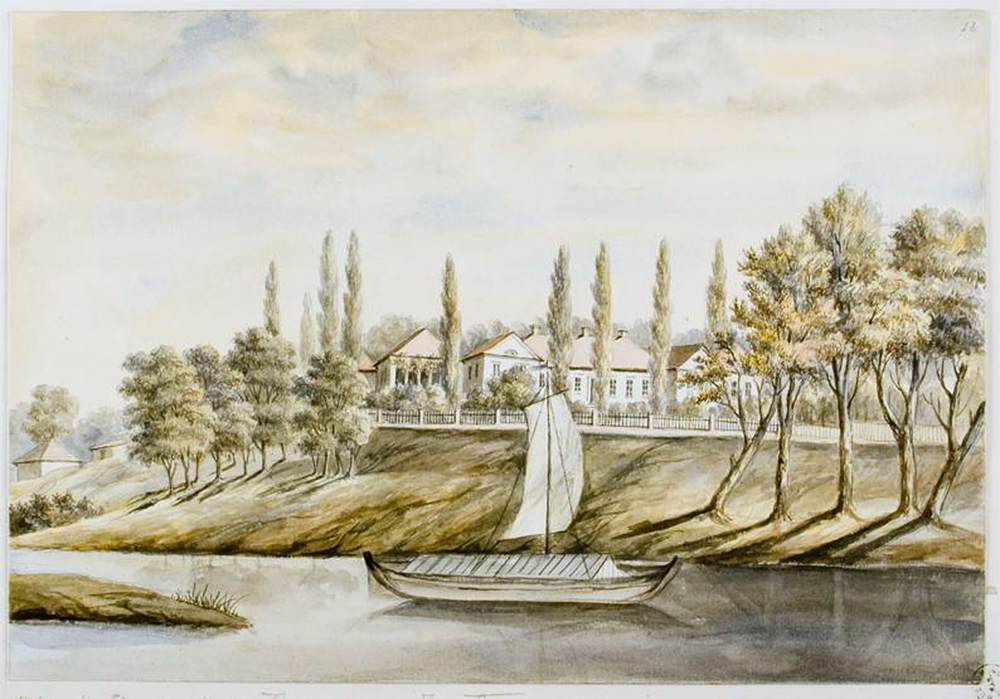
Pałac w Jabłonowie widok od strony ogrodu (rzeki) na obrazie N. Ordy

W 1773 roku istniał w Jabłonowie, ufundowany przez Józefa Aleksandra Jabłonowskiego, klasztor bazylianów p.w. św. Jana Chrzciciela. Do dziś stoi w miejscu, gdzie była wieś Jabłonów, ruina kaplicy grobowej Jabłonowskich, należącej do parafii Łunna, pochodzącej sprzed 1764 roku. W kaplicy tej brał ślub Jakub Kajetan Jabłonowski z drugą żoną, młodszą od niego o 32 lata, Franciszką Wiktorią Woroniecką w 1766 roku.
Wokół siedziby majątku urosła w XIX wieku mała wieś (o nazwie Jabłonów lub Jabłonowo) zlokalizowana około 400 m na południe od Szczeczyc. Dziś wieś Jabłonów nie istnieje.
W 2009 roku wieś Szczeczyce liczyła 29 mieszkańców.

## Dawny pałac w majątku Jabłonów
W XIX wieku stał w Jabłonowie, na wysokim brzegu Niemna obszerny dwór lub pałac znany jedynie z akwareli Napoleona Ordy z około 1870 roku. Był to budynek parterowy o gładkim czterospadowym dachu, na skrzydłach – dwuspadowym. Po obu stronach skrzydeł stały pawilony – prawdopodobnie oficyny i oranżeria.
Został zniszczony prawdopodobnie w czasie I wojny światowej, rewolucji październikowej lub wojny polsko-bolszewickiej. Z zabudowań gospodarczych majątku do dziś stoi jedynie ruina prawdopodobnie browaru. 
Majątek w Jabłonowie został opisany w 3. tomie Dziejów rezydencji na dawnych kresach Rzeczypospolitej Romana Aftanazego.